# Veerle Fraeters
Veerle Fraeters (Leuven, 1963) is een Belgische mediëviste en neerlandica. Per 1 januari 2023 is Fraeters benoemd tot hoogleraar Middelnederlandse literatuur en cultuur aan de Universiteit Utrecht. Eerder was ze meer dan 30 jaar als hoogleraar verbonden aan de Universiteit Antwerpen. Ze is gespecialiseerd in Middelnederlandse Letterkunde en dan voornamelijk het oeuvre van de mystica Hadewijch.

## Levensloop
Fraeters begint in 1981 met de studie Oude Geschiedenis aan de KU Leuven. Na twee jaar besluit ze om hier nog de studie Germaanse Talen naast te gaan doen. In twee jaar tijd weet ze twee licentiaatdiploma's te behalen. In 1988 studeert ze af als oudhistoricus en germanist.
Naast haar werk als hoogleraar is Fraeters redactielid van Ons Geestelijk Erf en Spiegel der Letteren.
In 2019 is ze tot lid verkozen van de Koninklijke Academie voor Nederlandse Taal en Letteren.

## Mystiek
Fraeters is gespecialiseerd in de Middelnederlandse mystieke literatuur. Vooral over het werk van de Brabantse begijn Hadewijch heeft Fraeters veel gepubliceerd.
In 2009 gaf ze samen met Frank Willaert een editie van Liederen uit.
Ook over Hadewijchs Visioenen heeft Fraeters veel gepubliceerd. Uitgangspunt hierbij is veelal de discussie over hoe het werk geïnterpreteerd dient te worden.